# Missão da Comunidade de Desenvolvimento da África Austral em Moçambique
A Missão da Comunidade de Desenvolvimento da África Austral em Moçambique (em inglês:  Southern African Development Community Mission in Mozambique, SAMIM) é uma missão de manutenção da paz regional ativa operada pela Comunidade de Desenvolvimento da África Austral na Província de Cabo Delgado, no Norte de Moçambique.

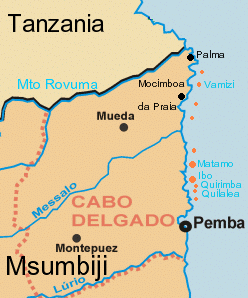
Mapa da Área Operacional

## Autorização
A SAMIM foi implantada em 15 de julho de 2021 após sua aprovação pela Cimeira Extraordinária de Chefes de Estado e de Governo da SADC realizada em Maputo, República de Moçambique em 23 de junho de 2021. Em 2 de Janeiro de 2022, numa reunião de cúpula da Cimeira dos Chefes de Estado da SADC em Lilongwe, capital do Malawi, foi acordado alargar o envio de tropas a Moçambique para ajudar o governo a combater uma insurreição do Estado Islâmico.

## Contingentes

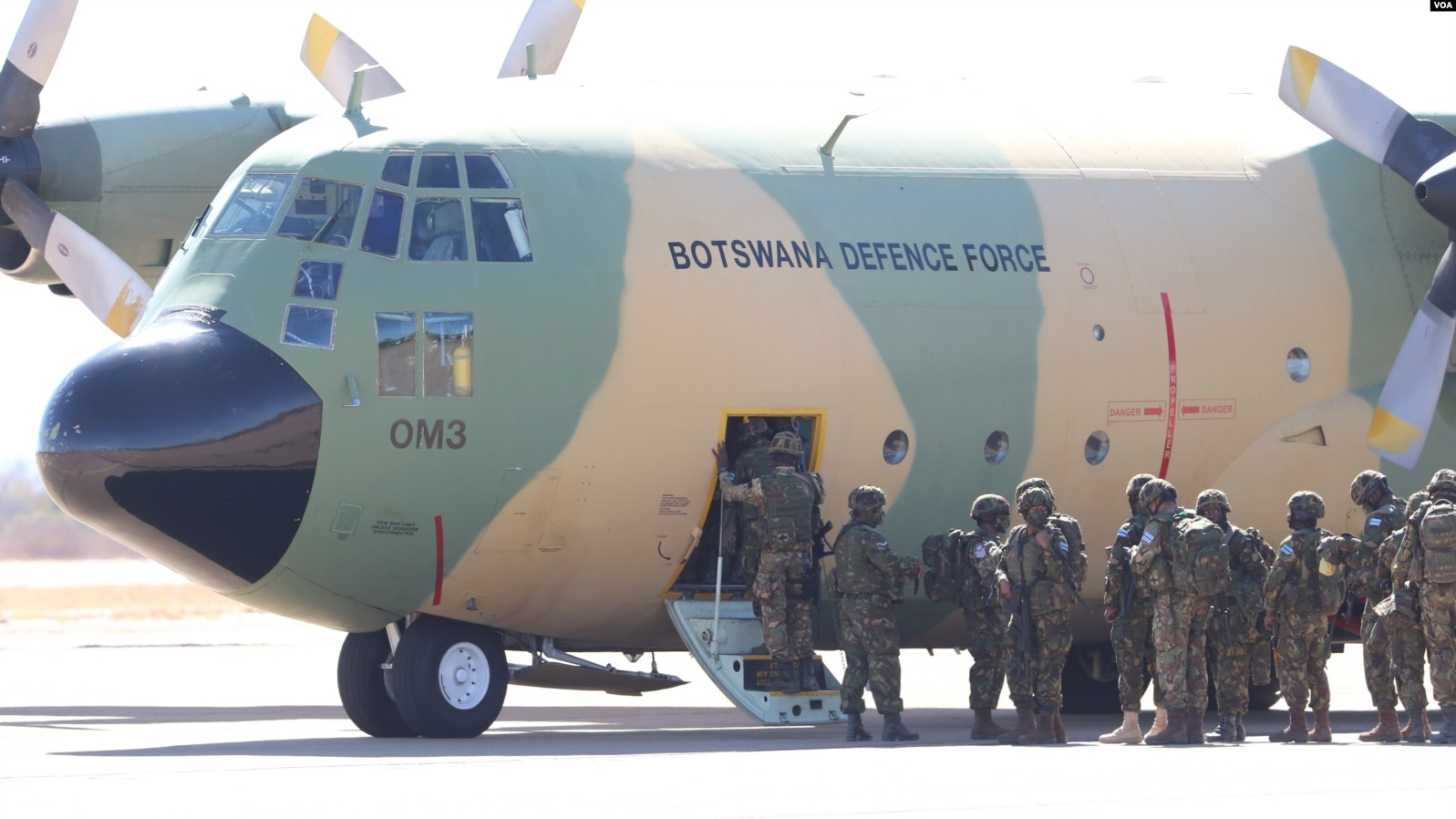
Soldados do Botswana embarcam em um avião da Força de Defesa do Botswana para Moçambique, julho de 2021

Os seguintes contingentes foram implantados até o momento:

### Angola
As Forças Armadas Angolanas enviaram 20 militares e uma aeronave de transporte Ilyushin Il-76 para a missão.

### África do Sul
A Força de Defesa Nacional Sul-Africana tem uma força aprovada de 1.495 pessoas.

### Botsuana
A Força de Defesa do Botsuana destacou 296 pessoas para a missão em julho de 2021.

### Lesoto
A Força de Defesa do Lesoto destacou 125 pessoas para a missão.  O contingente foi transportado por via aérea por um Ilyushin Il-76 da Força Aérea Angolana para a missão.

### Tanzânia
A Força de Defesa do Povo da Tanzânia enviou 274 soldados para a missão.

### Namíbia
A Força de Defesa da Namíbia implantou um contingente de 8 oficiais em março de 2022.

## Implantação
Um elemento avançado das Forças Especiais Sul-Africanas foi implantado em Pemba via aeronave C-130 da Força Aérea Sul-Africana, a força militar principal e equipamentos foram implantados por estrada. Os Comandos da Força de Defesa do Botsuana também foram implantados via C-130 botsuano para Pemba, a força militar e foram implantados por estrada para o norte de Moçambique. O pessoal e equipamentos da Força de Defesa do Lesoto foram transportados de avião para o norte de Moçambique por aeronaves de transporte angolanas.

### Operações
Os países da SADC também iniciaram a sua ofensiva em agosto de 2021, com as tropas da SAMIM a envolverem-se pela primeira vez em operações de combate. Em 24 de agosto, rebeldes teriam emboscado tropas da SAMIM em Naquitengue, perto de Mbau. Em 28 de agosto, as tropas da SAMIM atacaram uma posição insurgente no rio Muera, capturando equipamentos e documentos. Em setembro de 2021, as tropas da SAMIM também começaram a se posicionar na província de Niassa; grupos de insurgentes eram suspeitos de terem recuado ou de outra forma realocado para Niassa. Outros bandos de rebeldes avançavam para o sul, longe da zona de combate do rio Messalo. Estes grupos deslocaram-se para Quissanga e distrito de Macomia, onde os rebeldes iniciaram uma série de ataques às aldeias locais, massacrando dezenas de civis. A SAMIM afirmou ter capturado a "base do Xeique Ibrahim" no norte do distrito de Macomia dos rebeldes em 14 de setembro. Em 24 de setembro, um relatório da Missão da SADC em Moçambique informou que um soldado tanzaniano e 17 insurgentes foram mortos em um ataque a uma base insurgente perto de Chitama, no sudeste do distrito de Nangade. Em 19 de dezembro, o ministro da defesa de Moçambique afirmou que soldados moçambicanos e da SAMIM mataram dez insurgentes após atacar um acampamento do Estado Islâmico em Cabo Delgado. No dia seguinte, uma patrulha composta por forças especiais sul-africanas e tropas terrestres moçambicanas foi emboscada pelo Estado Islâmico a leste da vila de Chai. Vários soldados moçambicanos, bem como um único agente das forças especiais sul-africanas, foram mortos no ataque. Vários outros soldados ficaram feridos. Isso marcou a primeira morte de um membro das forças especiais sul-africanas em combate desde a Guerra de Fronteira Sul-Africana. Em 5 de fevereiro de 2022, uma patrulha de soldados moçambicanos, ruandeses e da SAMIM sofreu uma emboscada perto de Nova Zambézia, distrito de Macomia, resultando na morte em combate de um soldado moçambicano e de cinco atacantes insurgentes. Em 9 de fevereiro de 2022, um soldado da Força de Defesa do Botsuana morreu em Mueda, província de Cabo Delgado, devido a causas desconhecidas. Em fevereiro, a Força Aérea da Zâmbia anunciou que havia implantado um único avião de carga C-27 para Pemba. Foi informado que a África do Sul estava implantando um agrupamento inteiro como parte de sua rotação, substituindo em grande parte seu Contingente de Forças Especiais.